# Corpo da Ásia
O Corpo da Ásia (em alemão: Asien-Korps) ou Corpo do Levante (Levante-Korps) foi um destacamento do Exército Imperial Alemão que foi enviado para o teatro de operações do Médio Oriente durante a Primeira Guerra Mundial para apoiar o Exército Otomano. O destacamento era também conhecido como Pascha I (a primeira formação) e Pascha II (a segunda formação).

## História

### Pascha I
As primeiras tropas alemãs enviadas para apoiar o Exército Otomano no Médio Oriente foram pioneiros, que chegaram ao Sinai em 1914 e 1915, onde participaram na construção de estradas. Em dezembro de 1914, foi enviada para a região uma expedição médica tropical, para trabalhar com as unidades sanitárias otomanas na Palestina no combate das epidemias de tifo, febre tifoide, disenteria e cólera.
Após a conquista da Sérvia, passou a ser possível enviar grandes quantidades de equipamentos e munições para os exércitos otomanos através do rio Danúbio e dos caminhos de ferro dos Bálcãs. Foi então formado um destacamento de tropas e oficiais especialistas, o Corpo da Ásia, para aumentar a eficácia do Exército Otomano no uso de equipamento que até então não dispunham. Em março de 1916, a "Expedição Pascha I" partiu para a Palestina e entre as várias unidades que a compunham encontravam-se as seguintes:
- Batalhão de Infantaria 701

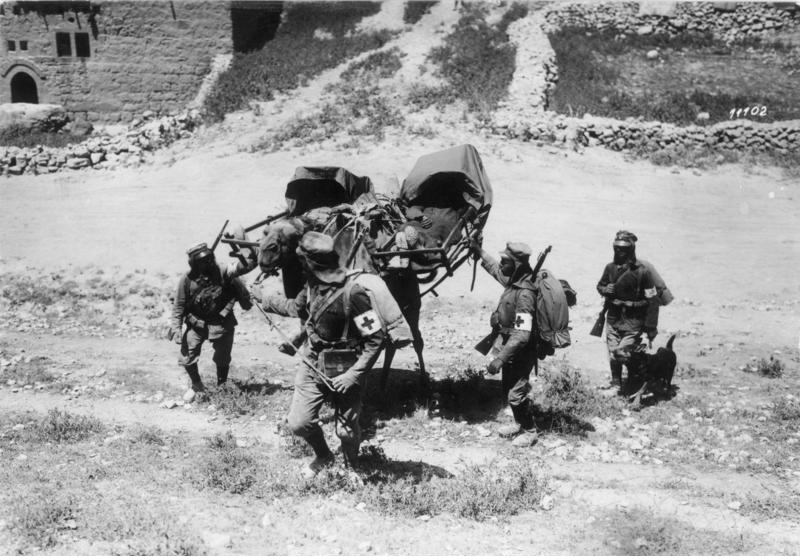
Médicos do Asien-Korps carregando uma soldado ferido num camelo na Palestina em maio de 1918

- Secções 701, 702 e 703 de artilharia de apoio à infantaria
- Companhia de metralhadoras 701
- Esquadrão de Cavalaria do Corpo da Ásia
- Destacamento de Pioneiros 701
- Companhia de Pioneiros 205 (do 11.º Batalhão de Pioneiros do Hesse)
- Destacamento de aviação (Fliegerabteilung) 300 ("Pascha")
- Destacamento de Sinais 27
- Secção de levantamento 27
- Secção Médica

Além destas unidades, foram também enviadas a Companhia de Construção de Caminhos de Ferro Fortificados N.º 11 e as companhias de operações ferroviárias n.º 44 e 48, para apoiarem as autoridades ferroviárias otomanas nas linhas de comunicações.
Em abril de 1916, o destacamento de aviação estava estacionado em Bersebá, no deserto de Negueve, com 14 aviões Rumpler C.I. As restantes tropas da expedição juntaram-se-lhes pouco depois, ainda durante abril. O destacamento de aviação foi depois estacionado em Alarixe e Biral Abde, no Sinai. Depois das derrotas otomanas na Primeira Ofensiva do Suez (4 de fevereiro de 1915) e na Batalha de Romani (5 de agosto de 1915), voltou para Bersebá e para Ramala.

### Pascha II

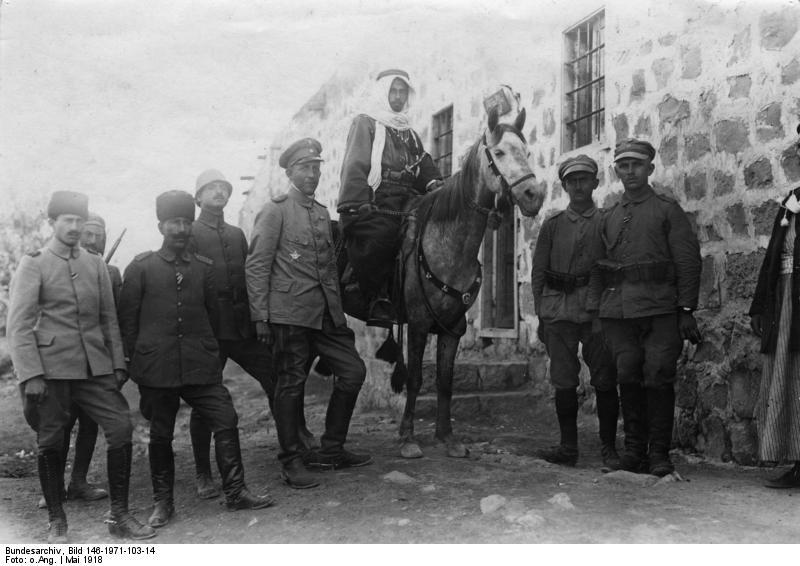
Tropas alemãs no vale do Jordão com o xeique local; maio de 1918

Em 11 de março de 1917, depois da tomada de Bagdade pelos britânicos, o Exército Otomano criou o Grupo de exércitos Yıldırım para recuperar Bagdade, no qual foi incluído o Corpo da Ásia. O Exército Alemão aumentou a força dos seus destacamentos nas tropas otomanas enviando em agosto uma segunda expedição — a Pascha II — comandada pelo major-general Werner von Frankenberg und Proschlitz. Na sequência das derrotas otomanas na Batalha de Bersebá (31 de outubro de 1917) e na Terceira Batalha de Gaza (2 de novembro), o Grupo de Exércitos Yıldırım foi desviado para prevenir mais colapsos na Palestina. Depois da captura de Jerusalém pelos britânicos em dezembro, foram enviados reforços, que incluíam formações substanciais de combate terrestre.
As tropas alemãs que formavam a Pascha II e os reforços posteriores estavam sob o controlo administrativo da 201.ª Brigada de Infantaria, comandada por Proschlitz, e incluíam as seguintes unidades:

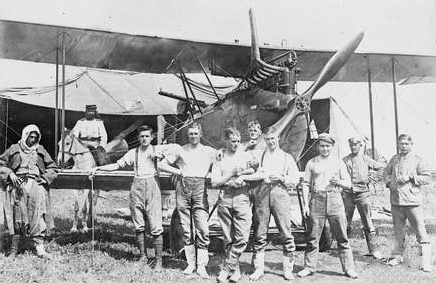
Soldados alemães em frente a um AEG C.IV, provavelmente na Palestina em 1917

- Regimento de Infantaria n.º 146 (Masurian)
- Batalhões de Infantaria 702 e 703, que juntamente com o Batalhão de Infantaria 701, a companhia de metralhadoras e outras unidades da Pascha I, eram equivalentes a outro regimento.
- Um batalhão de jägers (caçadores a pé), que depois retirou para a Alemanha.
- Destacamentos de aviação 301, 302, 303, 304 (da Baviera) e 305
- O esquadrão de aviões de caça Jagdstaffel 55
- Destacamento de Sinais 28
- Destacamento de espionagem Pascha II (Nachrichtenabteilung)

Os oficiais de estado-maior e o pessoal de sinais e de outras áreas formavam um quartel-general do Corpo da Ásia integrado no Oitavo Exército Otomano na Palestina, o qual também era conhecido como "Corpo da Ásia" ou, na historiografia militar turca, "Grupo da Ala Esquerda", que era comandado pelo coronel Gustav von Oppen.

## Tropas austro-húngaras no Médio Oriente

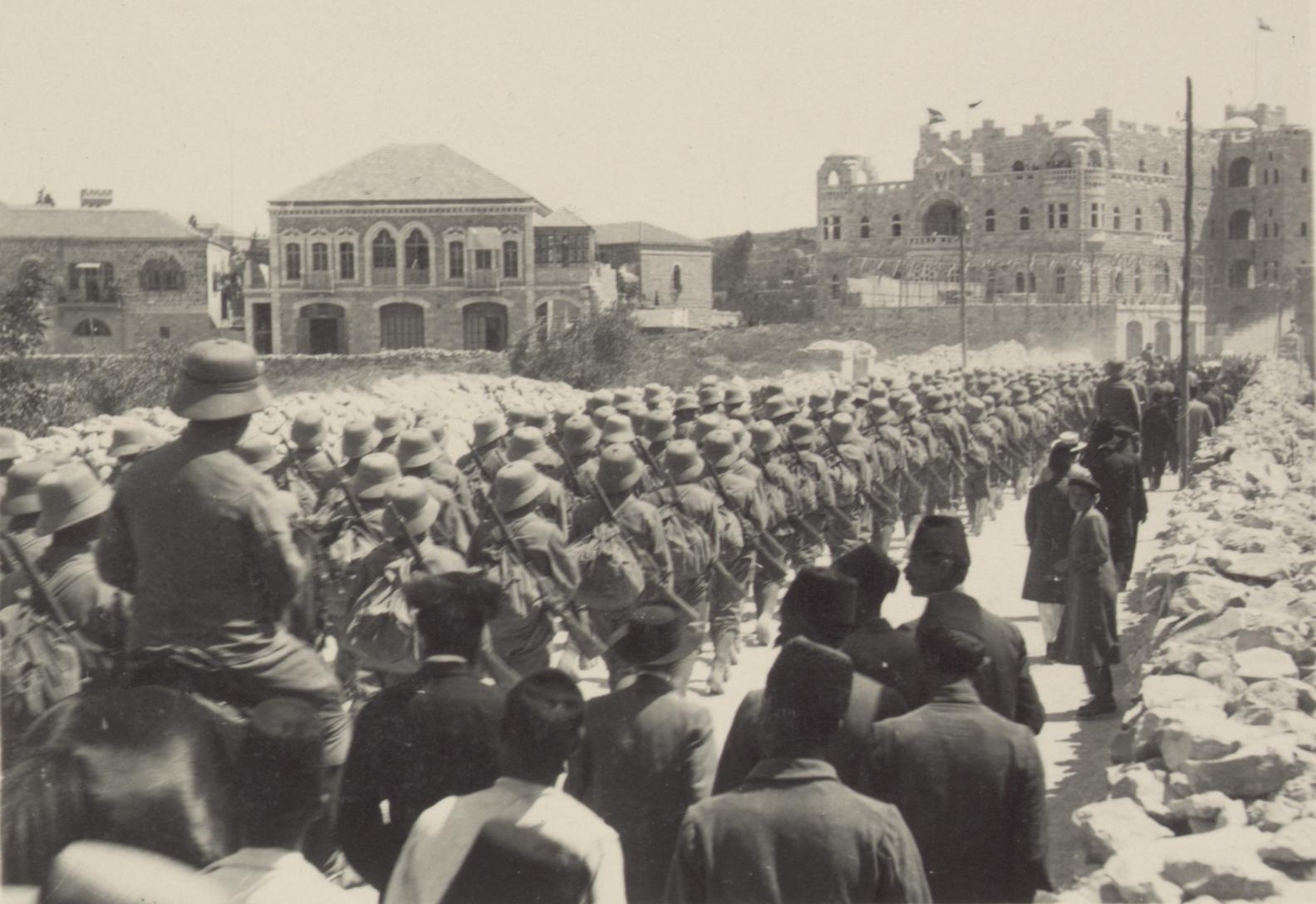
Tropas austríacas em marcha para o seu quartel em Jerusalém em 1916

A Áustria-Hungria também enviou destacamentos de especialistas e armamento de apoio ao Exército Otomano. As primeiras unidades foram enviadas para Galípoli:
- Bateria Motorizada de Morteiros n.º 9
- Bateria de Obuses n.º 36

Entre o verão de 1916 e o fim da guerra, as seguintes unidades de artilharia serviram na frente da Palestina:
- Bateria de Obuses de Montanha n.º 1/4
- Bateria de Obuses de Montanha n.º 2/6

Este grupo de artilharia foi comandado pelo major Adolf Wilhelm Marno von Eichenhorst até 1917 e depois pelo capitão Wladislaw Ritter von Truszkowski. O comandante geral das tropas austro-húngaras no Império Otomano foi o feldmarschall-leutnant Joseph Ritter von Pomiankowski. Em 1917 e 1918 houve planos para enviar um "Orient-Korps" para o Império Otomano, os quais foram abandonados.

## Ações finais
Na Batalha de Megido (19 a 21 de setembro de 1918), as forças dos Impérios Centrais posicionadas a oeste do rio Jordão foram esmagadas pela ofensiva dos Aliados. Os destacamentos alemães e austro-húngaros retiraram para norte em direção a Damasco no meio dos exércitos otomanos em debandada. Eles atraíram a admiração de T. E. Lawrence, mas poucos ou nenhuns escaparam serem mortos ou capturados.